# كوري هيرش
كوري هيرش (بالفرنسية: Corey Hirsch)‏ (و. 1972  م) هو لاعب هوكي الجليد كندي، ولد في مدسين هات، شارك في الألعاب الأولمبية الشتوية 1994، مركز لعبه هو حارس مرمى ‏.

## روابط خارجية
- كوري هيرش على موقع دوري الهوكي الوطني (الإنجليزية)
- كوري هيرش على موقع قاعة مشاهير الهوكي (لاعب أن.إتش.أل) (الإنجليزية)
- كوري هيرش على موقع EliteProspects.com (الإنجليزية)
- كوري هيرش على موقع Eurohockey.com (الإنجليزية)
- كوري هيرش على موقع HockeyDB.com (الإنجليزية)
- كوري هيرش على موقع Hockey-Reference.com (الإنجليزية)
- كوري هيرش على موقع أوليمبيديا (الإنجليزية)